# Шустер, Ганс-Эмиль
Ганс-Эмиль Шустер (нем. Hans-Emil Schuster; 19 сентября 1934, Гамбург, Германская империя — 20 декабря 2024) — немецкий астроном. C 1958 по 1964 год работал в обсерватории Гамбурга. С 1964 года был исполняющим обязанности директора обсерватории Ла-Силья, которая входит в состав Европейской южной обсерватории. Был исполняющим обязанности директора обсерватории Ла-Силья. С 1991 года в отставке.
Учёный открыл 25 астероидов и несколько комет. В честь него назван астероид (2018) Шустер.
| Астероидов открыл: 25 | Астероидов открыл: 25 |
| --------------------- | --------------------- |
| (2105) Гуди           | 29 февраля 1976       |
| (2234) Шмадель        | 27 апреля 1977        |
| (2275) Куитлауак      | 16 июня 1979          |
| (2329) Орф            | 19 ноября 1976        |
| (2608) Сенека         | 17 февраля 1978       |
| (3266) Бернардус      | 11 августа 1978       |
| (3271) Ул             | 14 сентября 1982      |
| (3288) Селевк         | 28 февраля 1982       |
| (3398) Штетмайер      | 10 августа 1978       |
| (3496) Ариесо         | 5 сентября 1977       |
| (3908) Нюкта          | 6 августа 1980        |
| (4761) Urrutia        | 27 августа 1981       |
| (6163) Раймерс        | 16 марта 1977         |
| (6261) Chione         | 30 ноября 1976        |
| (6847) Кунц-Хальштейн | 5 сентября 1977       |
| (7215) Герхард        | 16 марта 1977         |
| (10454) Vallenar      | 9 июля 1978           |
| (10669) Herfordia     | 16 марта 1977         |
| (11001) Andrewulff    | 16 июня 1979          |
| (11789) Kempowski     | 5 сентября 1977       |
| (12211) Arnoschmidt   | 28 мая 1981           |
| (26074) Карлвирц      | 8 октября 1977        |
| (46514) Lasswitz      | 15 мая 1977           |
| (73640) Biermann      | 5 сентября 1977       |
| (161989) Какус        | 8 февраля 1978        |